# Melastomastrum autranianum
Melastomastrum autranianum là một loài thực vật có hoa trong họ Mua. Loài này được A.Fern. & R.Fern. mô tả khoa học đầu tiên năm 1954.